# 717

Het Byzantijnse Rijk met de thema's in 717

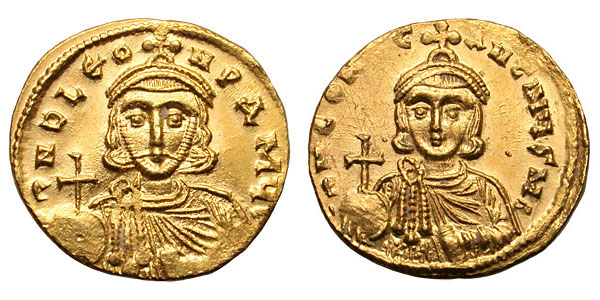
Keizer Leo III en zijn zoon Constantijn V

Het jaar 717 is het 17e jaar in de 8e eeuw volgens de christelijke jaartelling.

## Gebeurtenissen

### Byzantijnse Rijk
- 25 maart - Leo de Isauriër, generaal (strategos) van de Anatolische thema (huidige Turkije), samen met Artabasdos, zijn collega van de Armeense thema, komen in opstand tegen het bewind van keizer Theodosios III. Hij moet onder druk afstand doen van de Byzantijnse troon en begint een kerkelijke loopbaan als geestelijke. Leo wordt in Constantinopel (nu Istanboel) gekroond tot keizer Leo III en sticht de Isaurische dynastie.
- Byzantijns-Arabische Oorlog: Kalief Suleiman ibn Abd al-Malik stuurt een expeditieleger (80.000 man) vanuit Pergamon naar Abydos (Klein-Azië). De Arabieren steken de Hellespont over en beginnen rond Constantinopel met de aanleg van een verdedigingslinie om de Byzantijnse hoofdstad te omsingelen. Hij laat een deel van het leger Adrianopel (Thracië) bezetten, dit om een tegenoffensief van de Bulgaren tegen te houden.
- 15 augustus - De Arabieren belegeren Constantinopel, de stad wordt verdedigd door een garnizoen van circa 25.000 man. Leo III geeft opdracht de Muren van Theodosius te versterken en laat belegeringswapens plaatsen. Na weken van vergeefse aanvallen op de stad, lijden de Arabische belegeraars hevige verliezen door ziekte en uitputting. Constantinopel houdt stand en wordt vanuit de Zwarte Zee bevoorraad met voedsel.
- 1 september - De Arabische vloot (1.800 schepen) blokkeert in de Zee van Marmara de aanvoerroutes naar Constantinopel en stuurt versterkingen voor de belegering. Leo III combineert het gevreesde Griekse vuur met een oude tactiek – het gebruik van flottieljes van brandende vaartuigen, die op de Arabische ankerplaatsen worden afgestuurd. De Byzantijnse vloot weet de vijand te verjagen, vele schepen worden door brand verwoest.

### Europa
- 21 maart - Slag bij Vincy in de Frankische burgeroorlog: Karel Martel valt Neustrië binnen en verslaat bij Vincy (nabij Cambrai) het Neustrische leger onder leiding van koning Chilperik II en zijn hofmeier Raganfrid. Hij roept de jeugdige Chlotharius IV (zoon van Theuderik III) uit tot koning van Austrasië, met zichzelf als feitelijke machthebber. Chilperik en Raganfrid zoeken steun bij Eudes van Aquitanië.
- Karel Martel consolideert zijn macht binnen het Frankische Rijk en dwingt zijn stiefmoeder Plectrudis af te treden. Zij wordt verdreven uit het paleis en trekt zich terug in de kerk met klooster Heilige Maria in het Capitool in Keulen.

### Arabische Rijk
- Suleiman ibn Abd al-Malik overlijdt aan een ongeneeslijke ziekte na een regeerperiode van 2 jaar. Hij wordt opgevolgd door zijn neef Omar II als kalief van het Omajjaden-kalifaat.

## Overleden
- Ceolfried, Angelsaksisch abt
- Egwin, bisschop van Worcester
- Suleiman ibn Abd al-Malik, Arabisch kalief
- Winok, Bretons edelman (of 716)